# Habenaria rodriguesii
Habenaria rodriguesii là một loài thực vật có hoa trong họ Lan. Loài này được Cogn. mô tả khoa học đầu tiên năm 1893.

## Hình ảnh

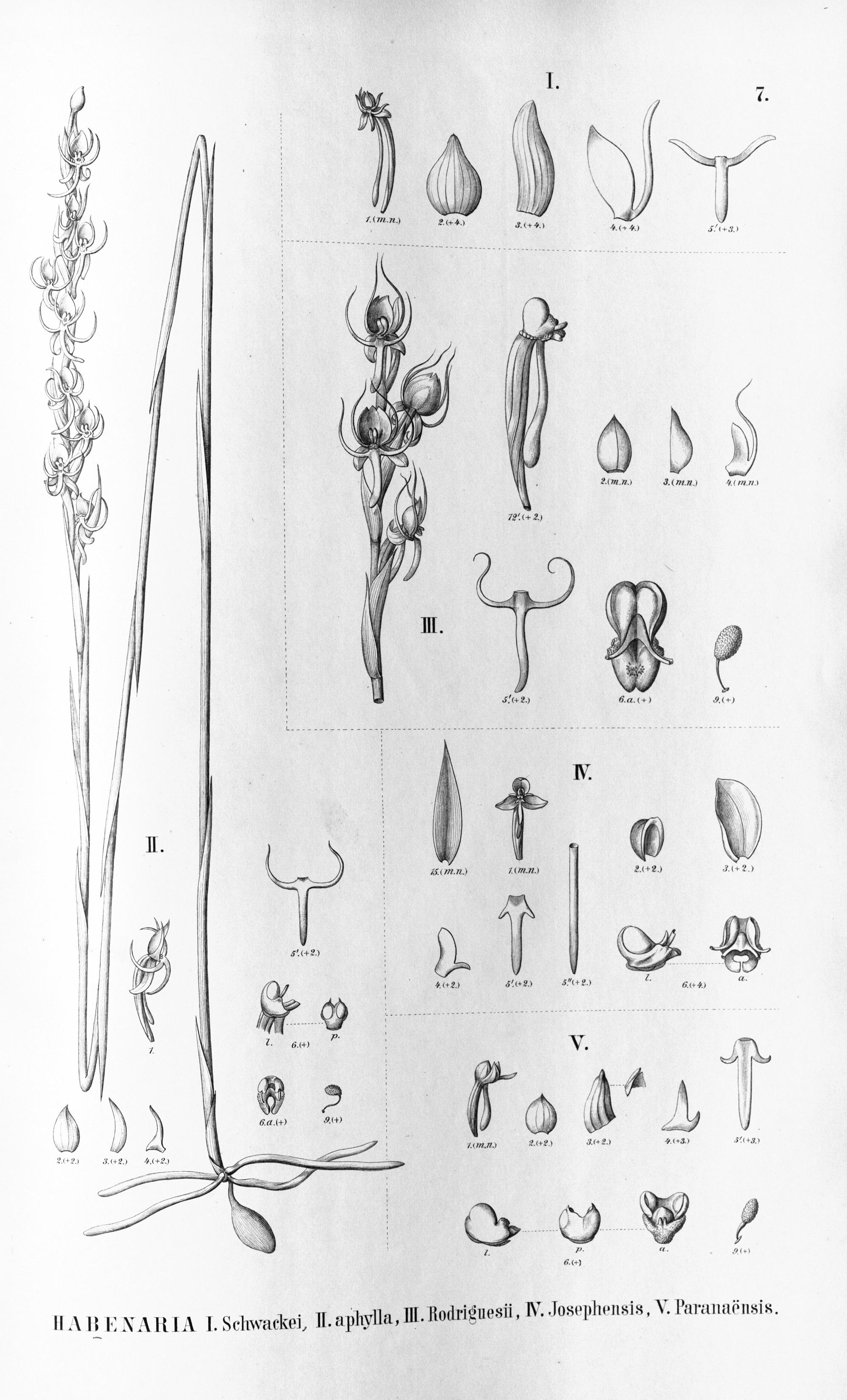